# Багряница
Багряни́ца (др.-греч. κόκκινον) или Пу́рпур (лат. purpura) или Порфи́ра (др.-греч. πορφύρα) — торжественная верхняя одежда или мантия монархов или царей пурпурного или червлёного цвета. Является знаком верховной власти. Также слово багряница в церковнославянском языке, согласно «Словарю Академии Российской», изданному в 1806 году, имело значение «пряжа, окрашенная багряной краской». Также словом багряница обозначали пурпур.

## В Библии
В Библии слово багряница подразумевает собой не столько краситель, сколько окрашенные им ткани — червлёная шерсть и другая ткань. Красное одеяние, надетое на Иисуса с целью Его осмеяния, в Евангелии от Матфея названо багряницей, а в Евангелии от Марка — порфирой. В Синодальном переводе везде употребляется одно слово — «багряница». Вероятно, в данном контексте имелся в виду красный плащ римских воинов.

Надели на Него багряницу и, сплетши венец из терна, возложили Ему на голову и дали в правую руку трость; и, становясь пред Ним на колени, насмехались над Ним, говоря: радуйся, Царь Иудейский! и плевали на Него и, взяв трость, били Его по голове. И когда насмеялись над Ним, сняли с Него багряницу, и одели Его в одежды Его, и повели на распятие.
— Мф. 27:28—31
Поскольку ношение пурпурной багряницы в то время считалось привилегией лишь императора Рима, римские солдаты надевали на Иисуса солдатский плащ и терновый венец (вместо царского венца) в качестве «карикатуры», для того, чтобы поиздеваться над Ним.
- «Ecce Homo», Квентин Массейс, 1526. Христос в багрянице
- «Ecce Homo», Михай Мункачи, 1896. На плечах Христа также багряница

Наряду с пурпуром багряница (др.-греч. κόκκινον) обозначала в Библии цвет дорогостоящих тканей и одежд. В Библии багряница подразумевает собой не столько краситель, сколько окрашенные им ткани (червлёная шерсть и пр.), которые использовались прежде всего при устройстве святилища и изготовлении утвари для него, одеяний священников, а также при обряде очищения.
Багряница являлась самой дорогой тканью в древности. Одеяние, окрашенное в багряный (кроваво-красный) цвет, знаменовало собой высшее, царское отличие. Финикийцы первыми научились пользоваться краской для такой ткани, добываемой из морских брюхоногих моллюсков — Bolinus brandaris семейства иглянок (Muricidae), или так называемых пурпурных улиток. Краска содержала несколько красящих веществ и имела разные оттенки — в зависимости от технологии. Из-за редкости подобных моллюсков такая ткань была чрезвычайно дорога и доступна только самым богатым людям.
В Библии схожие цвета с багряницей называются также гиацинтом, порфирой, пурпуром и червленью.
Также багряница — краситель кермес ярко-карминного или алого цвета, дубовая кошениль, добываемая из высушенных мелких полужесткокрылых насекомых вида кермес средиземноморский (Kermes vermilio) рода кермесов, обитающего в Средиземноморье на вечнозелёных видах дуба: преимущественно на каменном (Quercus ilex), а также на кермесовом (Quercus coccifera), на пробковом (Quercus suber) и на других. Краситель имел большое экономическое значение до замены мексиканской кошенилью (Dactylopius coccus).

## В литературе
М. В. Ломоносов. Из оды «На день восшествия на престол императрицы Елизаветы Петровны», 1748 года:

Гряди краснейшая денницы,

Гряди и светлостью лица

И блеском чистой багряницы 

Утешь печальные сердца.

А. С. Пушкин. Их стихотворения «Лицинию», 1815 года:

Венчанный лаврами, в блестящей багрянице, 

Спесиво развалясь, Ветулий молодой 

В толпу народную летит по мостовой… 

В. А. Жуковский в балладе «Ахилл», 1814 года:

Стирает багряницей

Слезы бедный царь с ланит.

И этот же поэт в стихотворении «Императору Александру»:

… верным быть царем клянясь Творцу и нам,

Ты клал на страшный крест державную десницу

И плечи юные склонял под багряницу…